# Liste der Kulturdenkmäler in Klingelbach
In der Liste der Kulturdenkmäler in Klingelbach sind alle Kulturdenkmäler der rheinland-pfälzischen Ortsgemeinde Klingelbach aufgeführt. Grundlage ist die Denkmalliste des Landes Rheinland-Pfalz (Stand: 8. Dezember 2023).

## Einzeldenkmäler
| Bezeichnung              | Lage                   | Baujahr                  | Beschreibung                                                                   | Bild                           |
| ------------------------ | ---------------------- | ------------------------ | ------------------------------------------------------------------------------ | ------------------------------ |
| Wohnhaus                 | Kirchstraße 9 Lage     | 18. Jahrhundert          | stattliches Fachwerkhaus, 18. Jahrhundert                                      | BW                             |
| Wohnhaus                 | Kirchstraße 11 Lage    | 18. Jahrhundert          | Fachwerkhaus, teilweise massiv, 18. Jahrhundert                                | BW                             |
| Evangelische Pfarrkirche | Kirchstraße 15 Lage    | 1772–74                  | Saalbau, 1772–74                                                               | weitere Bilder Fotos hochladen |
| Wohnhaus                 | Oberdorfstraße 11 Lage | 17. oder 18. Jahrhundert | Fachwerkhaus, verputzt und verschiefert, wohl aus dem 17. oder 18. Jahrhundert | BW                             |